# Hauts-Plateaux tchouktches
Les Hauts-Plateaux tchouktches (russe : Чукотская горная страна) sont un ensemble montagneux situé dans l'okroug autonome de la Tchoukotka, dans l'Extrême-Orient russe. Ces plateaux, séparant l'océan Arctique du Pacifique, sont principalement désolés et arides. Le tiers supérieur de la chaîne de montagnes se trouve au-delà du cercle polaire. Le climat de la région est l'un des plus rudes de Russie, avec des températures minimales pouvant atteindre −73 °C. Les rares habitants de la région, majoritairement des Tchouktches, vivent dans les quelques vallées qui parsèment le relief, le principal village étant Amgouema.

## Géographie

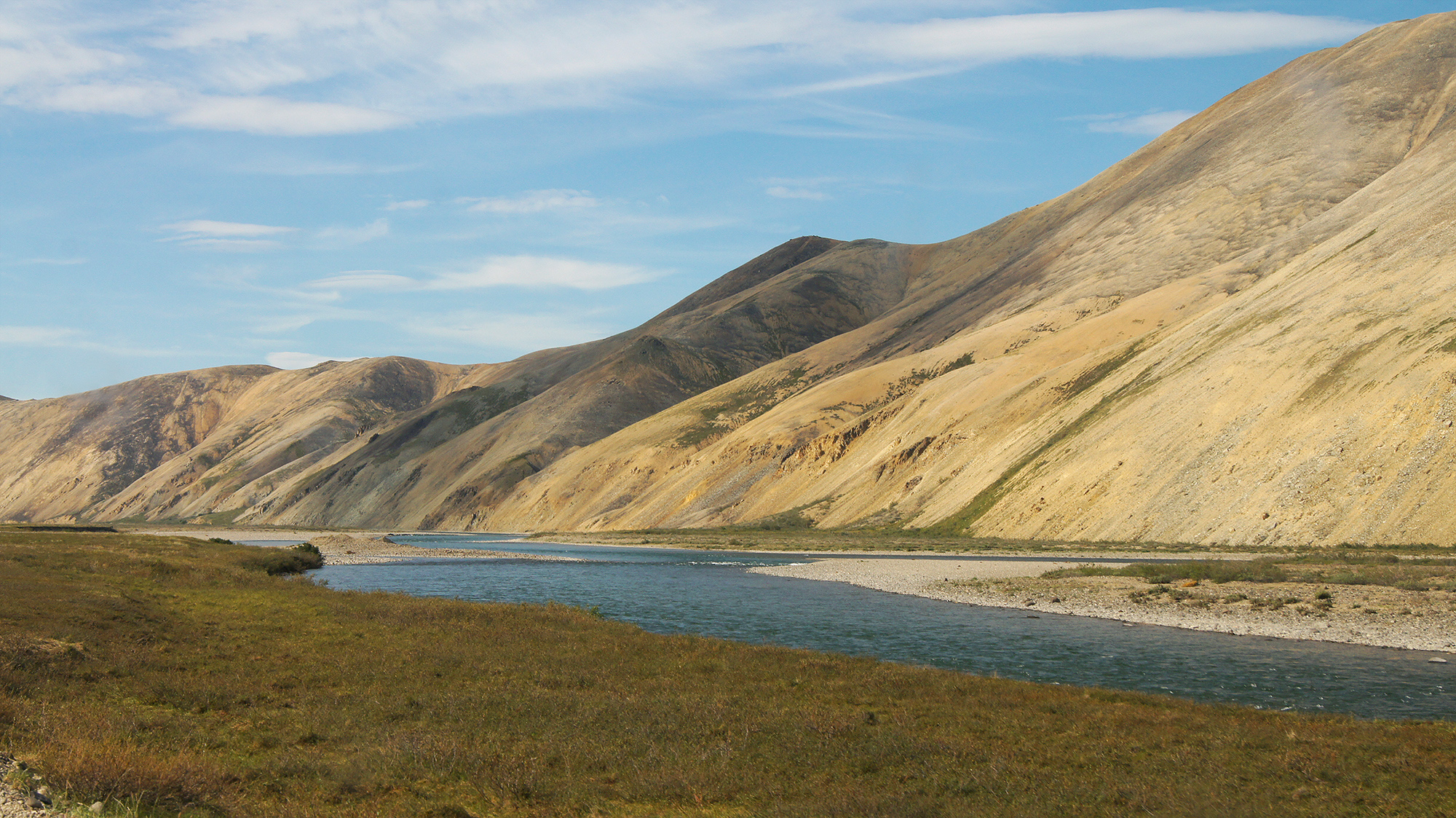
Rivière Palyavaam, traversant les Hauts-Plateaux tchouktches.

Les Hauts-Plateaux tchouktches sont l'un des deux principaux reliefs de Tchoukotka. Parcourant l'okroug d'ouest en est, ils sont délimités par les Hauts-Plateaux de l'Anadyr (en) au sud-ouest, par l'océan Arctique au nord, l'océan Pacifique au sud, et le détroit de Béring à l'est. Les hauts-plateaux sont composés de montagnes de hauteur assez moyenne, au relief alpin, ainsi que d'autres montagnes plus basses. La partie la plus septentrionale de la chaîne est composée de grès et de schistes, incrustés de granite, tandis que la partie méridionale est avant tout constituée de roches volcaniques. Le point culminant du relief est le mont Iskhodnaïa (russe : Исходная), qui culmine à 1 887 m.
Plusieurs rivières notables traversent la région, comme l'Amgouema, le Palyavaam ou le Bolchoï. Il y a en tout 47 petits glaciers sur le massif, qui couvrent une superficie totale de 13,53 km2.

### Subdivisions
Les Hauts-Plateaux tchouktches se divisent en plusieurs chaînes de montagnes, dont voici les plus importantes, :
- chaîne de Chelag, culminant à 1 189 mètres, qui est la chaîne la plus au nord-ouest, atteignant le cap Chelagski ;
- chaîne d'Ichouveem, culminant à 1 030 mètres ;
- chaîne d'Ekvyvatap, culminant à 1 636 mètres ;
- chaîne de Pegtymel, culminant à 1 794 mètres ;
- chaîne de Palyavaam, culminant à 1 551 mètres ;
- chaîne Chantal, culminant à 1 887 mètres ;
- chaîne d'Ekityk, culminant à 1 317 mètres ;
- chaîne de Pekoulneï, culminant à 1 362 mètres ;
- chaîne d'Iskaten, culminant à 1 335 mètres ;
- chaîne de Ghenkanyi, culminant à 978 mètres, qui est la chaîne la plus à l'est, près du détroit de Béring.

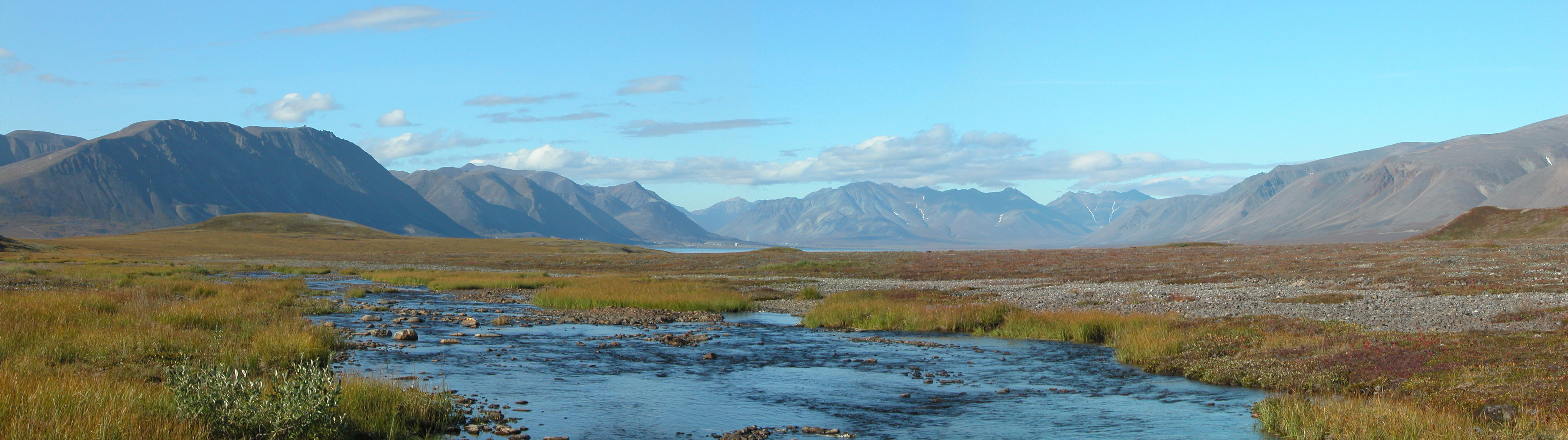
Panorama des Hauts-Plateaux tchouktches près d'Egvekinot.

## Climat
Le climat des Hauts-Plateaux tchouktches est extrêmement rigoureux, avec des étés très courts, et de longs hivers glaciaux de plus de huit mois, durant lesquels les blizzards se produisent de manière fréquente, à cause de l'influence de l'océan Arctique dans la région. Les vallées possèdent un climat plus continental, là où les hauteurs sont sous l'influence d'un climat océanique, bien que ce dernier se ressente plus en moyenne altitude qu'en haute.
Les pentes inférieures des reliefs sont majoritairement recouvertes de toundra, voire de marécages dans le fond de certaines vallées, là où les hautes latitudes sont dominées par des paysages de déserts arctiques.